# Acta (1953 – 1995)
„Acta“ е научно списание от Република Македония, издание на Природонаучния музей на Македония в Скопие.
„Acta“ започва да излиза на 28 юли 1953 година. Публикува трудове от областта на геологията, таксономията, биогеографията и екологията на флората и фауната на Република Македония и Балканите като цяло. В първата редакция на списанието влизат Ханс Ем, Петър Т. Икономов, Роко Вукович и Станко Караман. До 1995 година, когато списанието списа, излизат 19 тома и 159 отделни отпечатъци.